# Riyad Ghali
Riyad Ghali (arabiska: رياض غالي), född 11 februari 1919 i Shubra i Egypten, död 12 juli 1987 i Los Angeles i Kalifornien, var en egyptisk diplomat som var svåger till Faruq I av Egypten. Riyad var son till den egyptiske läraren Beshay Ghali och Mina Ghalila.
År 1946 träffade han prinsessan Fathia av Egypten i Marseille i Frankrike. De gifte sig den 20 maj 1950 i San Francisco, USA och paret konverterade så småningom till katolicismen. Tillsammans fick de tre barn: Rafiq, född 29 november 1952, Rayed, född 20 maj 1954, och Ranya, född 21 april 1956. Äktenskapet detta ledde till en konflikt med kungen som motsatte sig äktenskapet. Efter bröllopet förlorade Fatiha och drottningmodern Nazli sina titlar och sin egendom i Egypten.
Paret skilde sig 1973. År 1976 mördade han Fathia genom att skjuta henne. Efter mordet på Fathia försökte han begå självmord med sitt vapen men överlevde. Han dömdes senare till 15 års fängelse av Los Angeles District Court och dog 1987, drabbad av blindhet och förlamning.